# Герб Кінських Роздорів
Герб Кі́нських Роздо́рів — герб Кінських роздорів, села Воскресенської сільської громади Пологівського району Запорізької области. Герб є промовистим.

## Опис
На напівкруглому щиті — три срібні смуги. У точці перетину смуг, що означають три дороги, золоте зображення церкви. Під церквою на прямовисній смузі — золотий кінь, що рухається вперед. Герб увінчаний золотою короною з п'яти пшеничних колосків. Низ герба — дубовий вінок, облямований синьою стрічкою. Дубове листя — символ сили та мужности, синій колір — чесности, вірности, наполегливости та досконалости. Золотий кінь — це символ свободи, досконалости, витривалости, руху вперед. Корона з пшениці вказує на те, що основне заняття людей — землеробство та що це поселення є селом.